# شارون رايت
شارون رايت (بالإنجليزية: Sharone Wright)‏ مواليد 30 يناير 1973 في ماكون، هو لاعب كرة سلة أمريكي معتزل. حقق المركز الأول في الألعاب الجامعية الصيفية 1993. أحرز خلال مسيرته في الإن بي إيه 1974 نقطة بمعدل 9.7 نقاط في المباراة الواحدة.

## المسيرة الاحترافية
لعب مع فيلادلفيا سفنتي سيكسرز من سنة 1994 إلى 1996، ثم لعب مع تورونتو رابتورز من سنة 1996 إلى 1998، ثم لعب مع نادي فوتسوافك لكرة السلة في موسم 2003–2004، ثم لعب مع نادي بلد الوليد لكرة السلة في الدوري الإسباني في موسم 2004–2005، ثم لعب مع جونجو كي سي سي إجيس في موسم 2005–2006.

## الميداليات
| الميدالية | المسابقة                      |
| --------- | ----------------------------- |
| ذهبية     | الألعاب الجامعية الصيفية 1993 |

## روابط خارجية
- شارون رايت على موقع إن بي أي (الإنجليزية)
- شارون رايت على موقع سبورتس رفرنس (الإنجليزية)
- شارون رايت على موقع الدوري الإسباني لكرة السلة (الإسبانية)
- شارون رايت على موقع كرة السلة الأوروبية.كوم (الإنجليزية)
- شارون رايت على موقع كلية كرة السلة في سبورتس رفرنس.كوم (الإنجليزية)
- شارون رايت على موقع ريلجم (الإنجليزية)
- شارون رايت على موقع بروبوليرز (الإنجليزية)
- شارون رايت على موقع سبورتس رفرنس (الإنجليزية)